# 橫田高松
橫田高松（1487年？—1550年10月1日）是日本戰國時代的武將。武田氏家臣。通稱十郎兵衛、備中守。武田五名臣之一。

## 生平
近江國甲賀出身，佐佐木氏一族。最初仕於六角氏，在武田信虎時期，進入甲斐國並仕於武田氏，沒甚麼本事的他，因為擅長射箭，以足輕大將的身份，成為甘利虎泰的相備，在各地轉戰並立下戰功。（『甲陽軍鑑』）
在武田晴信侵攻信濃國時，有活躍記錄。天文15年（1546年）8月，進攻信濃佐久郡志賀城，撃退關東管領上杉憲政派遣的後詰軍勢（『高白齋記』、『勝山記』）。
天文17年（1548年）2月14日，在上田原之戰中失去板垣信方、甘利虎泰兩員大將的信玄，為了挽回劣勢，在天文19年（1550年）9月9日包圍村上氏的據點砥石城。在開始攻撃後，因為城池險要而失敗，武田軍被迫撤退，此時遭到村上軍襲擊，武田軍陷入大混亂，在混戰中擔任殿軍，受到村上軍攻擊而戰死（砥石崩）。一說指享年64歲。

## 死後
死後，信玄對此感嘆，後來向近習說「如果要成為勇猛者的話，就成為原美濃（虎胤）、橫田備中（高松）這樣吧」（武篇の者になろうとするなら、原美濃、横田備中のようになれ）。虎胤的長男康景（綱松）成為婿養子和繼承人，在長篠之戰中戰死。
橫田家在康景（綱松）的兒子尹松時期，成為江戶幕府的旗本，領有5千石，一直存續至述松、由松（側眾，從五位下備中守）、榮松，在準松（側眾，從五位下筑後守）時期，加增至9千5百石，成為旗本的最高位。

## 外部連結
- 武家家伝＿横田氏 （页面存档备份，存于）